# トーマス・スターリング・サリヴァント
トーマス・スターリング・サリヴァント（Thomas Starling Sullivant、1854年 – 1926年）はアメリカ合衆国の漫画家、イラストレータである。作品には「T. S. Sullivant」と署名した。1885年に創刊され、第一次世界大戦後まで刊行された娯楽雑誌、「Life」誌（同名のグラフ雑誌「ライフ」とは異なる）に漫画を発表し、子供向けの書籍の挿絵を描いた。

## 略歴
オハイオ州のコロンバスの名家に生まれた。父親のウィリアム・スターリング・サリヴァントはコケ類の収集家、植物学者としても知られていた。18歳から数年ヨーロッパで暮らし、その後フィラデルフィアに住むようになった。1885年からペンシルベニア美術アカデミーでトマス・エイキンズに学んだ。
当時の有名なイラストレーターのA・B・フロスト（Arthur Burdett Frost）に作品を見せ意見を求めた時、出版社に送るように言われ、1886年に初めて「Truth」という娯楽雑誌に作品が掲載された。その次の年、アメリカの主要な娯楽雑誌のひとつ「Puck」に作品が掲載され、その他の定期刊行物、例えば「ハーパーズ・ウィークリー」や「Texas Siftings」にも作品が掲載された。その後「Life」誌に連載をするようになった。20世紀に入ってから、「Life」誌のライバル誌「Judge」誌に活動の場を移し、1904年に当時、「新聞王」のウィリアム・ランドルフ・ハーストと政治漫画を描く契約をした。ハーストの新聞の仕事を1907年まで続け、その後ヨーロッパに渡った。1911年から再び「Life」誌で仕事をした。
サリヴァントは1888年から1904年まで、美術団体、フィラデルフィア・スケッチ・クラブのメンバーであり、海洋画家、エドワード・モラン(Edward Moran:1829–1901)や挿絵画家、木版画家のベンセル(E. B. Bensell:1842-1894)の弟子であった。ペン画によるイラストレーションで、擬人化した動物などを描いた。

## 作品

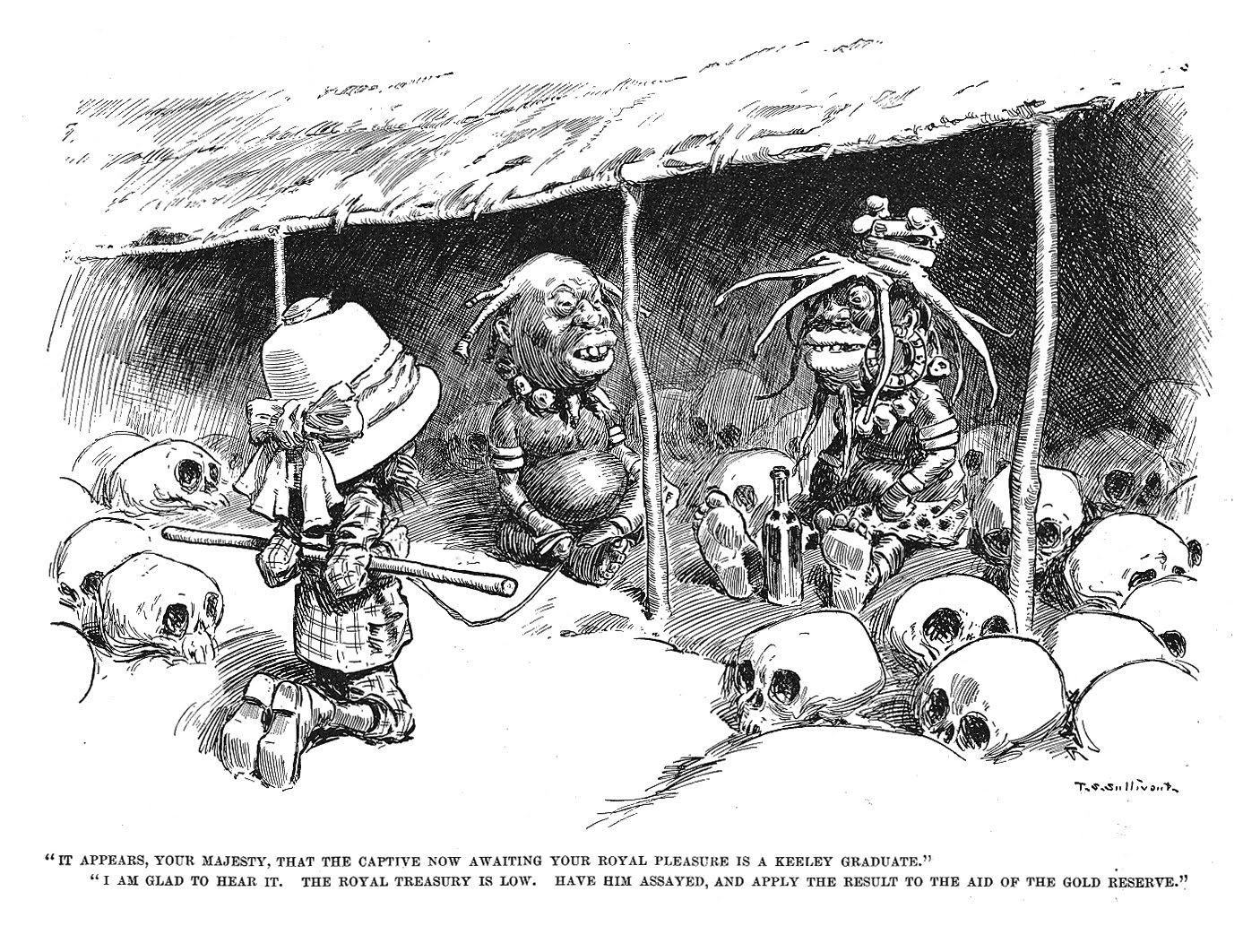
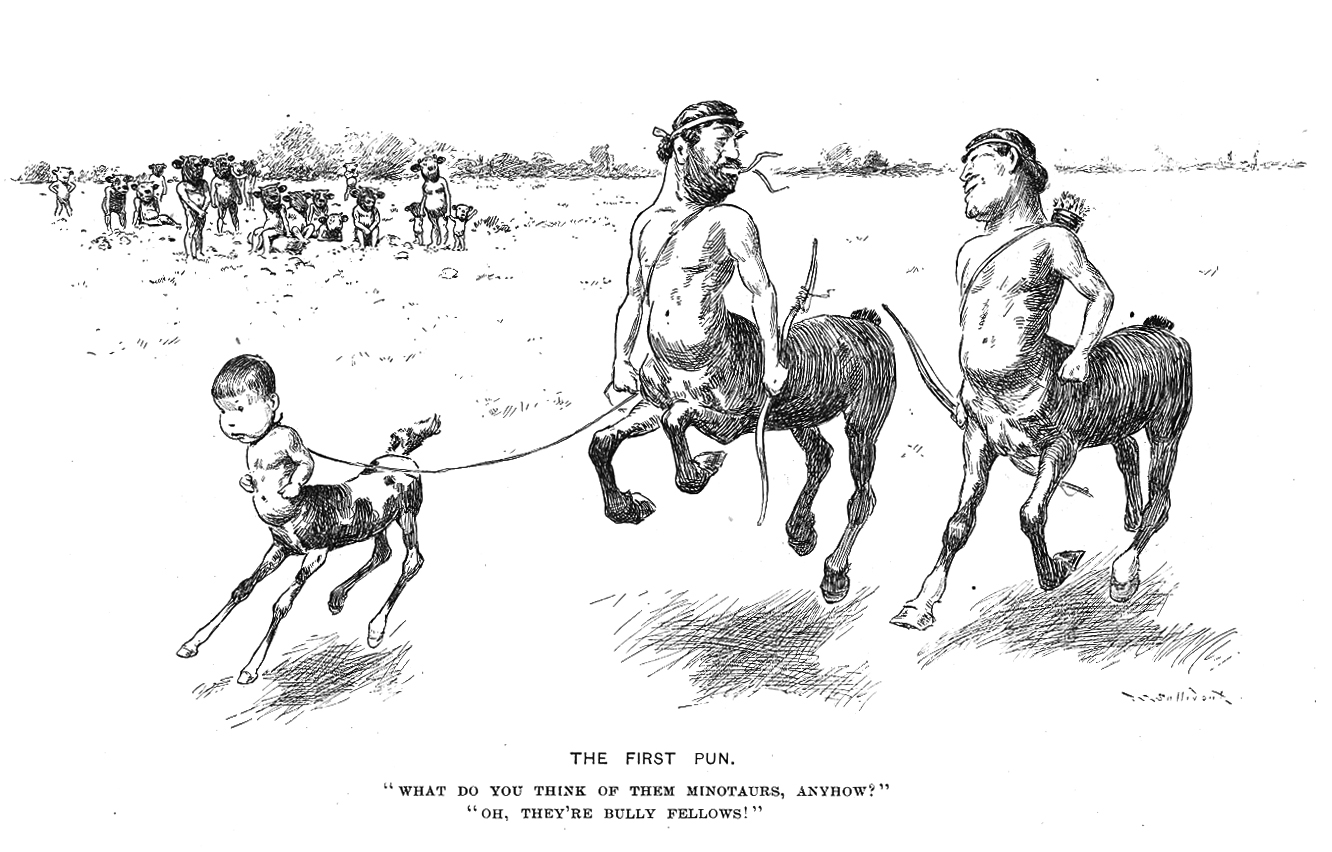
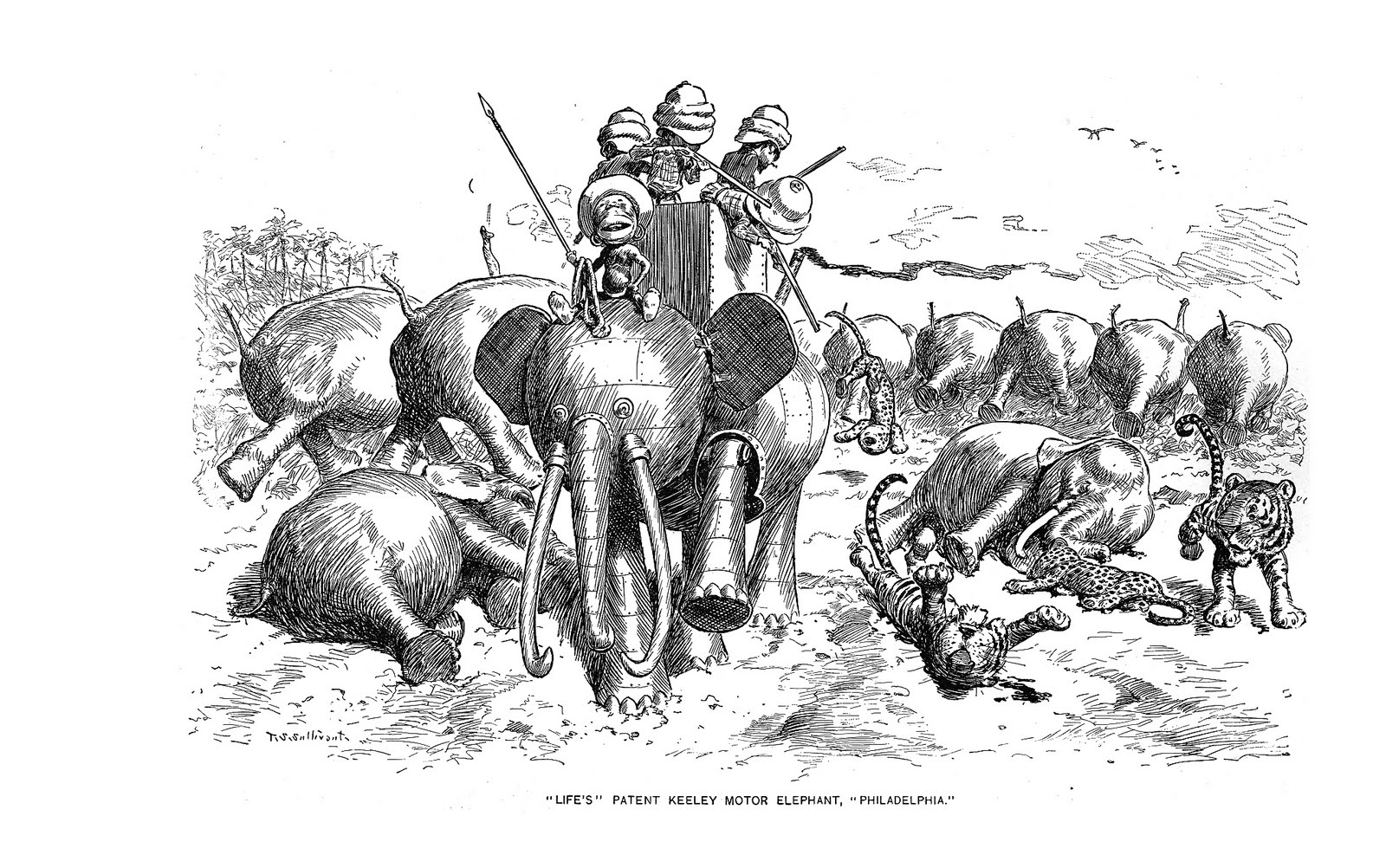